# Nicolás García
Pour les articles homonymes, voir Nicolás García (homonymie) et García.
Nicolás García Hemme est un taekwondoïste espagnol né le 20 juin 1988 à Las Palmas.

## Palmarès

### Jeux olympiques
- Médaille d'argent des -80 kg des Jeux olympiques 2012 à Londres.

### Championnats du monde
- Médaille d'argent des -80 kg du Championnat du monde 2009 à Copenhague.

### Championnats d'Europe
- Médaille d'argent des -80 kg du Championnat d'Europe 2008 à Rome
- Médaille de bronze des -80 kg du Championnat d'Europe 2012 à Manchester.